# Izotopy vápníku
Vápník (20Ca) má 25 známých izotopů od 34Ca po 58Ca. Má pět stabilních izotopů, 40Ca, 42Ca, 43Ca, 44Ca a 46Ca, a jeden další izotop, 48Ca, s tak dlouhým poločasem přeměny, že je v praxi považován za stabilní. Nejběžnější izotop, 40Ca, a 46Ca jsou z energetického hlediska teoreticky nestabilní, ovšem radioaktivní přeměny u nich nebyly pozorovány. Vápník má rovněž kosmogenní izotop 41Ca, jehož poločas přeměny má hodnotu 99 400 let. Na rozdíl od ostatních kosmogenních radionuklidů, které vznikají v atmosféře, se tento izotop tvoří neutronovou aktivací. Většina jej vzniká ve svrchním metru půdy, kde je ještě působení neutronů z kosmického záření dostatečně silné. 41Ca se stal objektem zájmu při studiu hvězd, neboť se přeměňuje na 41K, indikátor anomálií ve Sluneční soustavě.
Nejstabilnějším umělým izotopem je 45Ca s poločasem 162,61 dne. Všechny další izotopy mají poločas kratší než 5 dnů, většinou pod 1 minutu. Nejméně stabilní je 34Ca, jehož poločas přeměny je kratší než 35 nanosekund.
40Ca představuje asi 97 % přírodního vápníku a je také, společně s 40Ar, jedním z produktů přeměny 40K. V geologii se hojně využívá K-Ar datování, značný výskyt vápníku-40 jeho podobné využití znemožňuje.

## Seznam izotopů
| symbol nuklidu | Z(p) | N(n) | hmotnost izotopu (u) | poločas přeměny        | způsob(y) přeměny      | produkt(y) přeměny     | jaderný spin | reprezentativní izotopové složení (molární zlomek) | rozmezí přirozeného výskytu (molární zlomek) |
| -------------- | ---- | ---- | -------------------- | ---------------------- | ---------------------- | ---------------------- | ------------ | -------------------------------------------------- | -------------------------------------------- |
| 34Ca           | 20   | 14   | 34,014 12(32)        | <35 ns                 | p                      | 33K                    | 0            |                                                    |                                              |
| 35Ca           | 20   | 15   | 35,004 94(21)        | 25,7(2) ms             | β+, p (95,9 %)         | 34Ar                   | +1/2         |                                                    |                                              |
| 35Ca           | 20   | 15   | 35,004 94(21)        | 25,7(2) ms             | β+, 2p (4,1 %)         | 33Cl                   | +1/2         |                                                    |                                              |
| 36Ca           | 20   | 16   | 35,993 09(4)         | 102(2) ms              | β+, p (54,3 %)         | 35Ar                   | 0            |                                                    |                                              |
| 36Ca           | 20   | 16   | 35,993 09(4)         | 102(2) ms              | β+ (45,7 %)            | 36K                    | 0            |                                                    |                                              |
| 37Ca           | 20   | 17   | 36,985 870(24)       | 181,1(10) ms           | β+, p (82,1 %)         | 36Ar                   | +3/2         |                                                    |                                              |
| 37Ca           | 20   | 17   | 36,985 870(24)       | 181,1(10) ms           | β+ (17,9 %)            | 37K                    | +3/2         |                                                    |                                              |
| 38Ca           | 20   | 18   | 37,976 318(5)        | 440(12) ms             | β+                     | 38K                    | 0            |                                                    |                                              |
| 39Ca           | 20   | 19   | 38,970 719 7(20)     | 859,6(14) ms           | β+                     | 39K                    | +3/2         |                                                    |                                              |
| 40Ca           | 20   | 20   | 39,962 590 98(22)    | Pozorovatelně stabilní | Pozorovatelně stabilní | Pozorovatelně stabilní | 0            | 0,969 4(16)                                        | 0,969 33–0.969 47                            |
| 41Ca           | 20   | 21   | 40,962 278 06(26)    | 9,94(15)×104 r         | ε                      | 41K                    | -7/2         | Stopy                                              |                                              |
| 42Ca           | 20   | 22   | 41,958 618 01(27)    | Stabilní               | Stabilní               | Stabilní               | 0            | 0,006 47(23)                                       | 0,006 46–0,006 48                            |
| 43Ca           | 20   | 23   | 42,958 766 6(3)      | Stabilní               | Stabilní               | Stabilní               | -7/2         | 0,001 35(10)                                       | 0,001 35                                     |
| 44Ca           | 20   | 24   | 43,955 481 8(4)      | Stabilní               | Stabilní               | Stabilní               | 0            | 0,020 9(11)                                        | 0,020 82–0,020 92                            |
| 45Ca           | 20   | 25   | 44,956 186 6(4)      | 162,61(9) d            | β−                     | 45Sc                   | -7/2         |                                                    |                                              |
| 46Ca           | 20   | 26   | 45,953 692 6(24)     | Pozorovatelně stabilní | Pozorovatelně stabilní | Pozorovatelně stabilní | 0            | 4(3)×10−5                                          | 4×10−5                                       |
| 47Ca           | 20   | 27   | 46,954 546 0(24)     | 4,536(3) d             | β−                     | 47Sc                   | -7/2         |                                                    |                                              |
| 48Ca           | 20   | 28   | 47,952 534(4)        | Pozorovatelně stabilní | Pozorovatelně stabilní | Pozorovatelně stabilní | 0            | 0,001 87(21)                                       | 0,001 86–0,001 88                            |
| 49Ca           | 20   | 29   | 48,955 674(4)        | 8,718(6) min           | β−                     | 49Sc                   | -3/2         |                                                    |                                              |
| 50Ca           | 20   | 30   | 49,957 519(10)       | 13,9(6) s              | β−                     | 50Sc                   | 0            |                                                    |                                              |
| 51Ca           | 20   | 31   | 50,961 5(1)          | 10,0(8) s              | β− (>99,9 %)           | 51Sc                   | -3/2         |                                                    |                                              |
| 51Ca           | 20   | 31   | 50,961 5(1)          | 10,0(8) s              | β−, n (<0,1 %)         | 50Sc                   | -3/2         |                                                    |                                              |
| 52Ca           | 20   | 32   | 51,965 10(75)        | 4 600(30) ms           | β− (98 %)              | 52Sc                   | 0            |                                                    |                                              |
| 52Ca           | 20   | 32   | 51,965 10(75)        | 4 600(30) ms           | β−, n (2 %)            | 51Sc                   | 0            |                                                    |                                              |
| 53Ca           | 20   | 33   | 52,970 05(54)        | 461(90) ms             | β− (60 %)              | 53Sc                   | -3/2, -5/2   |                                                    |                                              |
| 53Ca           | 20   | 33   | 52,970 05(54)        | 461(90) ms             | β−, n (40 %)           | 52Sc                   | -3/2, -5/2   |                                                    |                                              |
| 54Ca           | 20   | 34   | 53.97435(75)#        | 107(14) ms             | β−                     | 54Sc                   | 0            |                                                    |                                              |
| 54Ca           | 20   | 34   | 53.97435(75)#        | 107(14) ms             | β−, n                  | 53Sc                   | 0            |                                                    |                                              |
| 55Ca           | 20   | 35   | 54,980 55(75)        | 22(2) ms               | β−                     | 55Sc                   | -5/2         |                                                    |                                              |
| 56Ca           | 20   | 36   | 55,985 57(97)        | 11(2) ms               | β−                     | 56Sc                   | 0            |                                                    |                                              |
| 57Ca           | 20   | 37   | 56,992 36(107)       | >620 ns                | β−                     | 57Sc                   | -5/2         |                                                    |                                              |
| 57Ca           | 20   | 37   | 56,992 36(107)       | >620 ns                | β−, n                  | 56Sc                   | -5/2         |                                                    |                                              |
| 58Ca           | 20   | 38   |                      | >620 ns                | β−                     | 58Sc                   | 0            |                                                    |                                              |